# Trecknase
Trecknase ist ein statistischer Stadtteil des Stadtbezirks Lennep der bergischen Großstadt Remscheid, Nordrhein-Westfalen. 

## Lage und Beschreibung
Der Stadtteil liegt südlich vom Lenneper Kernort. Im Westen grenzt Trecknase an den statistischen Stadtteil Grenzwall, im Süden an die statistischen Stadtteile Engelsburg und Bergisch Born West, im Osten an den Stadtteil Hasenberg und im Norden an den Stadtteil Lennep Neustadt. Der Norden und Osten des Stadtteils an den Bundesstraßen 51 und  229, die sich im Stadtteil kreuzen, ist überwiegend mit den Gewerbegebieten Trecknase und Leverkusener Straße bebaut. Ein kleiner Streifen mit Einfamilienhäusern trennen die Gewerbegebiete von dem Lenneper Stadtwald, in dessen Westen die Panzertalsperre innerhalb des Stadtteils liegt.
Zu dem Stadtteil gehören die Wohnplätze Lehmkuhle, Neuenweg und der namensgebende Wohnplatz Trecknase.

## Geschichte
Der Wohnplatz Trecknase befand sich im 19. Jahrhundert an der Einmündung der von Remscheid kommenden Chaussee (überwiegend auf der heutigen Trasse der Bundesstraße 229 verlaufend) in die Chaussee von Köln nach Lennep (die heutige Bundesstraße 51), die in den Jahren 1773–78 den alten Heerweg Köln–Dortmund, eine mindestens frühmittelalterliche Altstraße, ersetzte. Diese Einmündung befand sich in Höhe der Einmündung der heutigen Straße Trecknase in die Bundesstraße (Borner Straße) südlich der heutigen Kreuzung von B51 und B229.
Aber auch vorher führte in der frühen Neuzeit die Bergische Eisenstraße, ein regional wichtiger Transportweg für Roheisen aus dem Siegener Raum, hier über diese Relation. Diese Altstraße ist auf der Topographia als Ÿſer-Stras eingezeichnet.
In den Jahren 1891 bis 1893 wurden von dem Baumeister Albert Schmidt die Panzertalsperre zur Trinkwassergewinnung für die Stadt Lennep errichtet, die zu ihrer Entstehungszeit auch folgerichtig Lenneper Talsperre genannt wurde. Die zweitälteste Trinkwassertalsperre in Deutschland staut als hauptsächliches Fließgewässer den Panzerbach auf.